# Zdzisław Krzyszkowiak
Zdzisław Ludwik Krzyszkowiak (Polonia, 3 de agosto de 1929-23 de marzo de 2003) fue un atleta polaco, especializado en la prueba de 3000 m obstáculos en la que llegó a ser campeón olímpico en 1960.

## Carrera deportiva
En los JJ. OO. de Roma 1960 ganó la medalla de oro en los 3000 m obstáculos, con un tiempo de 8:34.2 segundos que fue récord olímpico, superando a los soviéticos Nikolay Sokolov (plata)y Semyon Rzhishchin (bronce).